# Emerico de Limoges
Emerico de Limoges (fallecido hacia 1196), también Aimericus en latín, Aimerikos en griego y Hemri en armenio, fue un eclesiástico católico de los Estados cruzados y el cuarto patriarca latino de Antioquía desde 1140 hasta su muerte. A través de su largo episcopado fue la figura más poderosa en el Principado de Antioquía después de los príncipes, y a menudo entró en conflicto con ellos. También era uno de los intelectuales más destacados del Oriente latino.
Emerico era un noble de alto rango, rico y mundano. Era un intelectual con sólidos conocimientos del griego y el latín, así como de algunas lenguas vernáculas. Pudo haber sido el primero en traducir partes de la Biblia a una lengua romance, es decir, el castellano medieval. Como erudito, estaba bien informado sobre la historia griega. Escribió a Hugo Eterianus, solicitando los comentarios de Juan Crisóstomo sobre las epístolas paulinas, los actos del Concilio de Nicea y la historia de los emperadores bizantinos "desde el momento en que sus emperadores se separaron del Imperio romano hasta el presente". También cumplió un pedido del papa Eugenio III de una traducción al latín del comentario de Crisóstomo sobre el Evangelio de Mateo enviando un original manuscrito griego a Roma. Como obispo Emerico trató de controlar a los ermitaños que habitaban la Montaña Negra, ordenando a cada uno tener su propio consejero espiritual.